# Glutationa redutase
Glutationa redutase ou glutationo redutase (gsr), é um gene humano. A proteína codificada por este gene é a enzima EC 1.8.1.7 (GSR), que reduz a glutationa dissulfeto (GSSG) para a forma sulfidril GSH, que é um importante antioxidante celular.